# Giovanni da Padova
Giovanni da Padova (Padova, 1428 – Mantova, 1499) è stato un architetto italiano.

## Biografia
Fu un architetto militare e idraulico ed ebbe un ruolo fondamentale, nella seconda metà del Quattrocento, presso la corte dei Gonzaga, in quanto gli fu affidata la riorganizzazione difensiva di parte del territorio gonzaghesco.
Il marchese Ludovico II Gonzaga gli assegnò l'incarico, nel 1455,  di coordinare  l'ingegnere milanese Bertola da Novate, già al servizio degli Sforza di Milano, nella costruzione  del canale navigabile (Naviglio di Goito) che doveva collegare la città di Mantova a Goito, imponente residenza estiva gonzaghesca.

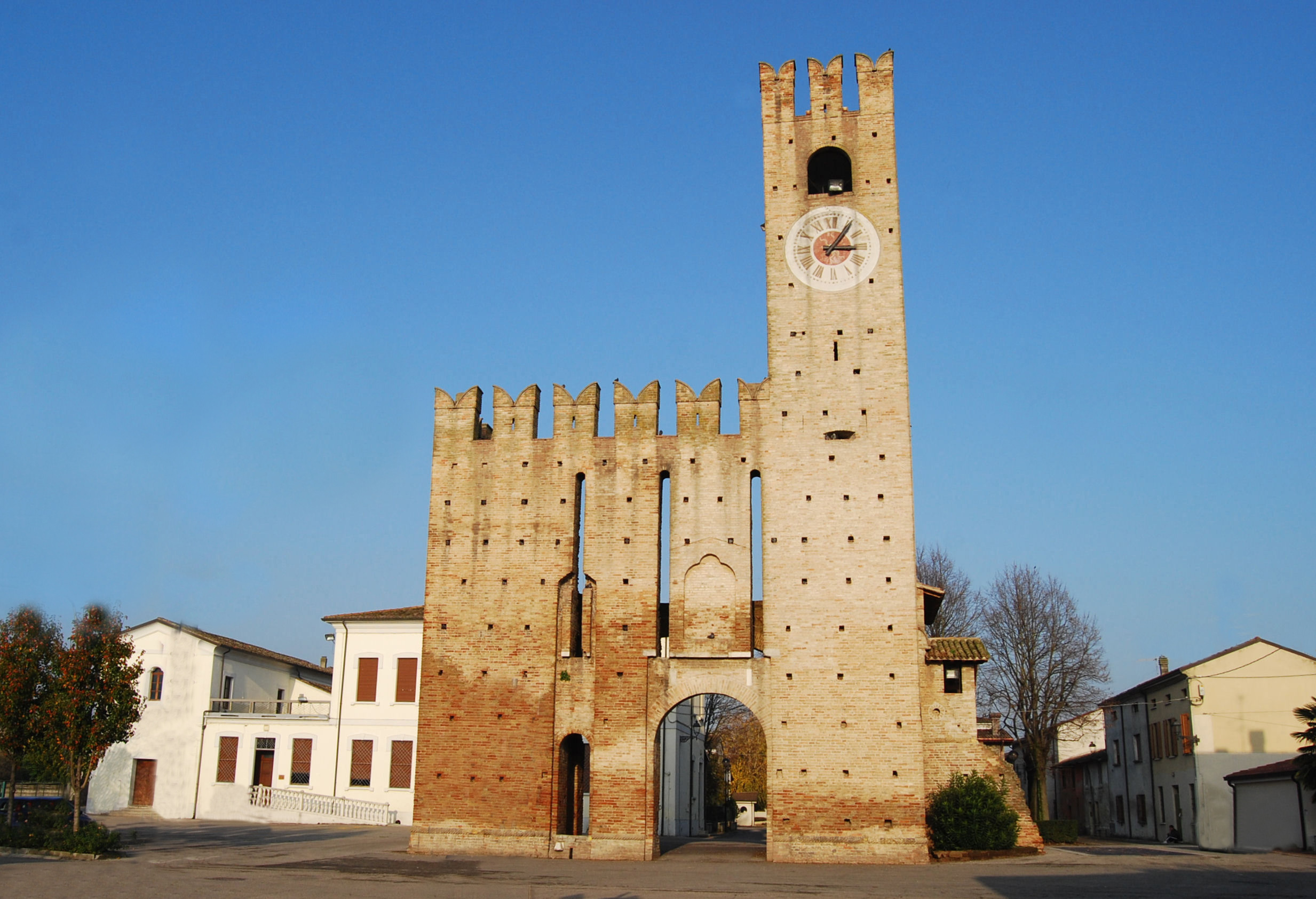
Mariana Mantovana, la torre del castello

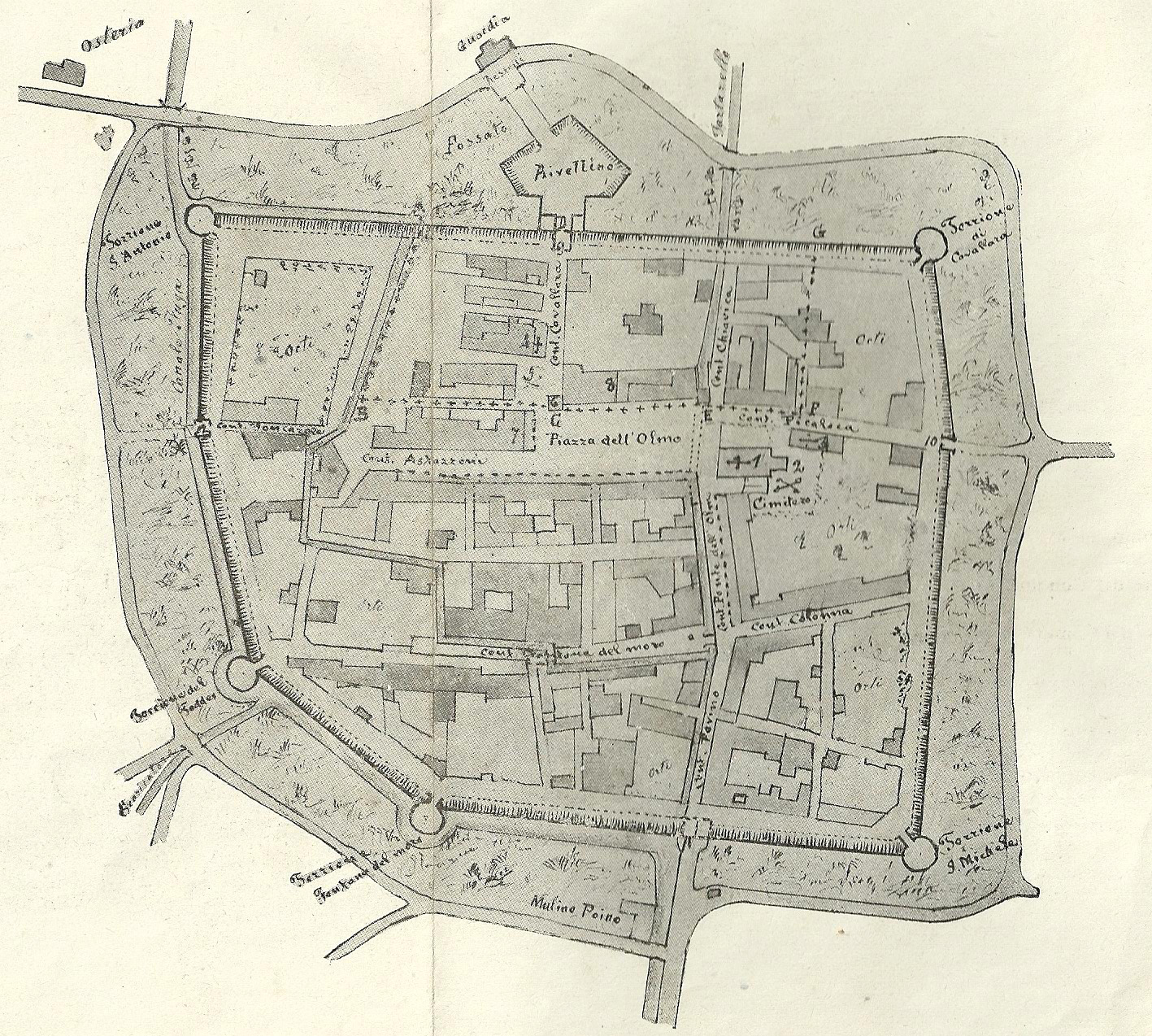
Mappa della fortezza di Castel Goffredo agli inizi del Cinquecento.

Dal 1462 al 1467 il da Padova rafforzò la rocca di Cavriana e quella di Goito, compreso il vasto parco, che venne abbellito da diverse fontane.
Fu impegnato all'abbellimento anche della residenza di Marmirolo, coadiuvando Andrea Mantegna nei lavori di affresco.
In seguito alla scomparsa del fratello Alessandro, Ludovico Gonzaga ereditò alcuni feudi mantovani fortificati confinanti con la Serenissima che Giovanni da Padova, specializzato in architetture militari, ebbe l'incarico di potenziare:  Canneto, Mariana Mantovana nel 1475, Marcaria nel 1478, Gonzaga, Bozzolo nel 1479, Castel Goffredo nel 1480, Revere nel 1482, Castiglione nel 1491 con la costruzione di una nuova rocca.
La sua fama di architetto varcò i confini del mantovano e fu incaricato della fortificazione di alcuni castelli di proprietà di famiglie amiche dei Gonzaga, quali i Pico della Mirandola.
Morì a Mantova nel 1499.